# Scher Tibor
Scher Tibor, született Rubinstein Tibor (Kiskőrös, 1912. július 27. – Budapest, 1975. július 2.) ókortörténész, rabbi, hebraista, könyvtáros, a történelemtudományok kandidátusa (1963).

## Életpályája
Rubinstein Antal népiskolai tanító és Scher Ilona gyermekeként született, ám később Scher Áron felekezeti igazgató és Lichtmann Eszter örökbe fogadta. A Kiskunhalasi Református Szilády Reálgimnáziumban érettségizett (1930). A Pázmány Péter Tudományegyetemen és az Országos Rabbiképző Intézetben végzett (1936). Gimnáziumi tanár volt 1945-ig, majd 1946–48-ban kultúrattasé a Közel-Keleten és a jeruzsálemi Magyar Intézet vezetője. 1948–50-ben a Budapesti Tudományegyetem bölcsészettudományi karán a dékáni hivatal vezetője, majd 1950–52-ben az MTA könyvtárának igazgatója volt. Ebben az időben alakult az MTA Keleti Könyvtára. 1952–56-ban a Pécsi Egyetemi Könyvtár igazgatója volt. Két évig az Ukrán Tudományos Akadémia Történettudományi Intézetének munkatársaként dolgozott. 1958-tól haláláig az ELTE könyvtártudományi, utóbb ókori-keleti tanszékén docens.
Cikkeit a Magyar Könyvszemle, az Acta Orientalia, a Könyvtáros című folyóiratok közölték.

## Családja
Házastársa Sík Olga opera-énekesnő, énektanár volt, akivel 1940. október 31-én Budapesten, az Erzsébetvárosban kötött házasságot. 1954-ben elváltak. Második hitvese Szerdjuk Veronika volt, akit 1955-ben Budapesten vett nőül.

## Főbb művei
- Az ártó szellemek a Bibliában és a talmudi irodalomban (doktori értekezés, Budapest, 1936)
- Az MTA Könyvtárának rövid története (Budapest, 1951)
- A magyar könyv és könyvtár a török háborúk és a nemzeti függetlenségi küzdelmek korában (Budapest, 1962)
- Az írnok társadalmi helyzete és funkciói az ókori közel-keleti társadalmakban (kandidátusi értekezés, 1963)
- Föníciai és kanaáni feliratok (Budapest, 1973)